# Franz Josef Talbot
Franz Josef Talbot (* 1955 in Hillesheim) ist ein deutscher Denkmalpfleger, Kunsthistoriker und Architekt. Von 1990 bis 2016 war er Stadtkonservator von Bonn.

## Leben
Talbot stammt aus Lissendorf in der Eifel. Nach einem Studium der Architektur bzw. der Ausbildung zum Dipl.-Ing. an der Fachhochschule in Koblenz arbeitete er zunächst in einem Architekturbüro. Es folgte ein Studium der Kunstgeschichte und Archäologie an der Universität Freiburg im Breisgau. Ab 1984 war Talbot bei der Bezirksregierung Köln im Bereich Denkmalpflege tätig. 1989 wurde er in Freiburg promoviert und wechselte im Jahr darauf als Stadtkonservator, Leiter der Unteren Denkmalbehörde, nach Bonn. Zudem nahm Talbot Lehraufträge an der Universität Bonn und der Technischen Hochschule Köln wahr.  Von 2012 bis 2016 war er Vorsitzender der Arbeitsgemeinschaft Kommunale Denkmalpflege im Deutschen Städtetag. Zum 1. Dezember 2016 ging er als Stadtkonservator in den Ruhestand.
Talbot ist verheiratet, hat eine Tochter und lebt in Köln.

## Schriften (Auswahl)
- Der Wiederaufbau deutscher Residenzschlösser als Aufgabe der Denkmalpflege nach 1945 unter besonderer Berücksichtigung des Neuen Schlosses zu Stuttgart. Dissertation Universität Freiburg, 1988.
- (mit Fotografien von Achim Bednorz) Bonner Südstadt. Emons Verlag, Köln 2018, ISBN 978-3-7408-0468-8.